# Leiognathus striatus
Leiognathus striatus is een straalvinnige vissensoort uit de familie van ponyvissen (Leiognathidae). De wetenschappelijke naam van de soort is voor het eerst geldig gepubliceerd in 1991 door James & Badrudeen.